# Chandebrito
Chandebrito (llamada oficialmente San Xosé de Chandebrito) es una parroquia perteneciente al municipio pontevedrés de Nigrán, en Galicia (España).

## Localidades
La parroquia está compuesta por las siguientes localidades:
- As Laxes
- As Pereiras
- As Rozadas
- As Tomadas
- Iglesia (A Igrexa)
- O Rabete
- Pracíns

## Demografía
A 1 de enero de 2023 la población de la parroquia de Chandebrito ascendía a 455 habitantes, 224 hombres y 231 mujeres.

### Población por núcleos de población
Los principales núcleos de población son los siguientes:
| Núcleos de población | Habitantes (2018) | Varones | Mujeres |
| -------------------- | ----------------- | ------- | ------- |
| Iglesia              | 125               | 66      | 59      |
| Pracíns              | 53                | 23      | 30      |
| As Rozadas           | 36                | 19      | 27      |
| As Tomadas           | 253               | 123     | 130     |